# Palaua margaritacea
Palaua margaritacea es una especie de molusco gasterópodo terrestre de la familia Euconulidae en el orden de los Stylommatophora.

## Distribución geográfica
Es endémica de Palaos. 